# Brownea negrensis
Brownea negrensis är en ärtväxtart som beskrevs av George Bentham. Brownea negrensis ingår i släktet Brownea och familjen ärtväxter. Inga underarter finns listade i Catalogue of Life.